# Agaath Meulenbroek
Agatha Petronella (Agaath) Meulenbroek (Zuidoostbeemster, 18 december 1943 – Amsterdam, 21 december 2023) was een Nederlands actrice, voornamelijk bekend door de rol van lesbienne Hetty Zeegers, gedurende het zesde seizoen van Medisch Centrum West. Ze is tevens bekend van haar rol als Agaath Huygens in Goede tijden, slechte tijden en als Elsa de Wolf in Goudkust.

## Levensverhaal
Meulenbroek maakte in 1968 haar televisiedebuut in de speelfilm Kaas, naar het gelijknamige boek van Willem Elsschot uit 1933. In 1971 volgde een hoofdrol in de vijfdelige dramaserie Karakter, naast onder andere Lex van Delden en Andrea Domburg. Na Karakter volgen rollen in Eva Bonheur en Transport. Tussen 1992 en 1993 is Meulenbroek te zien als lesbienne Hetty Zeegers in Medisch Centrum West. Haar karakter beleeft een romance met Reini Hermans, gespeeld door Margreet Blanken. Naast Medisch Centrum West is Meulenbroek in 1993 ook enkele afleveringen te zien als Agaath Huygens in GTST.

## Curriculum Vitae

### Televisie
- Kaas (1968) - Ida
- Karakter (1971) - Sibculo
- Eva Bonheur (1972) - Miep
- Transport (1983) - Marian (Afl. Hart voor een Zaak)
- Medisch Centrum West (1993) - Hetty Zeegers
- Goede tijden, slechte tijden (1993) - Agaath Huygens (10 episodes)
- Vrouwenvleugel (1995) - Tilly de Vries
- SamSam (1996) - Mevrouw de Waard
- Over de liefde (1998) - Carla
- Goudkust (1998) - Elsa de Wolf
- Oppassen!!! (1998) - Varkensboerin (Afl. Kunstkenners)
- Het Glazen Huis (2004) - Schoolleiding
- Van Speijk (2006) - Greet Horstman
- Spoorloos verdwenen (2007) - Ans Verwoerd
- Het geheime dagboek van Hendrik Groen (2017) - Mevrouw Hoogstraten van Dam
- De regels van Floor (2021) - mevrouw de Bruin

### Toneel (beknopt)
- De bruiloft van Kloris en Roosje (1968)
- De huisleraar (1968)
- Biografie (1969)
- Antigone (1971)
- De filantroop (1971)
- De Italiaanse strohoed (1972)
- De ingebeelde zieke (1973)
- De grote scene (1975)
- Alles voor de tuin (1978)
- Bosch International (1993)
- De meeuw (1995)
- De nieuwe tijd (1998)
- De nachtportier (1999)
- De goudvis en de schaar (2000)